# La Prisonnière de la vallée de l'Agonie blanche
La Prisonnière de la vallée de l'Agonie blanche est une histoire en bande dessinée de Don Rosa, publiée en 2006. Elle met en scène Balthazar Picsou et Goldie O'Gilt. Les neveux du premier Donald Duck, Riri, Fifi et Loulou apparaissent en introduction et en conclusion. Elle se déroule principalement au Yukon. Il s'agit chronologiquement de la dernière histoire dessinée par Don Rosa mettant en scène Picsou et sa famille.

## Synopsis
Riri, Fifi et Loulou arrivent dans le coffre-fort de Picsou alors que celui-ci est en train de contempler l'un des nombreux objets qu'il a amassé au cours de ses aventures, tandis que Donald « aère » les billets. S'engage alors un débat entre Donald et ses neveux sur le bien le plus précieux que Picsou possède : Donald pense qu'il s'agit du coffre-fort et de tout l'argent qu'il contient, Riri le sou no 1, Fifi le château des McPicsou et Loulou la pépite « œuf d'oie ». De fil en aiguille, ils se mettent à évoquer le passé de Picsou au Yukon. Jusqu'à ce que les trois canetons demandent à leur grand-oncle ce qui s'est passé pendant le mois que Goldie a passé dans la concession de la vallée de l'Agonie blanche, à l'effroi de Donald.
Sous le choc de la question, Picsou se remémore alors ce mois où, pour punir Goldie d'avoir tenté de voler la pépite « œuf d'oie », il l'a amenée travailler sur sa concession dans les pénibles conditions connues par les mineurs. Et comment il dut affronter trois personnalités de l'époque, Wyatt Earp, Bat Masterson et Roy Bean, venues délivrer la danseuse de cabaret pour lancer un nouveau saloon à Dawson City.

## Fiche technique
- Histoire no D 2005-061.
- Éditeur : Egmont.
- Titre de la première publication : White Agony Creekin vanki (finnois).
- Titre en anglais : The Prisoner of White Agony Creek.
- Titre en français : La prisonnière de la vallée de l'Agonie blanche.
- 31 planches plus deux planches de résumé pour la diffusion en trois parties.
- Auteur et dessinateur : Don Rosa.
- Premières publications : Aku Ankka n°2006-18 à 2006-20, Finlande, mai 2006.
- Première publication aux États-Unis: album The Life and Times of Scrooge McDuck Companion, septembre 2006.
- Première publication en France : Picsou Magazine n°417, octobre 2006.